# Garbenkohomologie
Garbenkohomologie ist in der Mathematik, hauptsächlich in der algebraischen Geometrie und in der komplexen Analysis, eine Technik, mit der man globale Eigenschaften topologischer Räume und auf ihnen definierter Garben studieren kann. Im einfachsten Fall beschreibt die erste Kohomologiegruppe die Schwierigkeiten, um aus lokalen Lösungen eine globale Lösung zu erhalten.

## Definition
Konkret ist eine Garbenkohomologie auf einem topologischen Raum {\displaystyle X} ein Delta-Funktor von der Kategorie der Garben abelscher Gruppen in die Kategorie der abelschen Gruppen. Das bedeutet: Jeder Garbe {\displaystyle F} abelscher Gruppen wird auf funktorielle Weise eine Folge abelscher Gruppen {\displaystyle H^{k}(X,F)} für {\displaystyle k=0,1,2,\dots } zugeordnet, und für jede kurze exakte Sequenz
{\displaystyle 0\to F'\to F\to F''\to 0}
von Garben abelscher Gruppen gibt es eine natürliche lange exakte Sequenz
{\displaystyle 0\to H^{0}(X,F')\to H^{0}(X,F)\to H^{0}(X,F'')\to }
{\displaystyle \to H^{1}(X,F')\to H^{1}(X,F)\to H^{1}(X,F'')\to }
{\displaystyle \to H^{2}(X,F')\to \dots }
Außerdem ist {\displaystyle H^{0}(X,F)=\Gamma (X,F)} die Gruppe der globalen Schnitte von {\displaystyle F}.

## Anwendungsbeispiele

### Logarithmus einer holomorphen Funktion
Problemstellung: Es sei {\displaystyle U\subseteq \mathbb {C} } ein Gebiet und {\displaystyle f\colon U\to \mathbb {C} } eine holomorphe, nirgends verschwindende Funktion. Gesucht ist eine holomorphe Funktion {\displaystyle g\colon U\to \mathbb {C} }, so dass {\displaystyle f(z)=e^{g(z)}} für alle {\displaystyle z\in U} gilt.
Lokal existiert ein solches {\displaystyle g} immer: Ist {\displaystyle z_{0}\in U} fest und {\displaystyle \epsilon >0} so klein gewählt, dass {\displaystyle U_{\epsilon }(z_{0})\subseteq U}, dann kann man auf Grund der Wegunabhängigkeit des Integrals
{\displaystyle g(z)=a+\int _{z_{0}}^{z}{\frac {f'(\zeta )}{f(\zeta )}}\,d\zeta } für {\displaystyle z\in U_{\epsilon }(z_{0})}
setzen, wobei {\displaystyle a} derart gewählt ist, dass {\displaystyle f(z_{0})=e^{a}} gilt. Will man {\displaystyle g} nach demselben Prinzip global definieren, benötigt man, dass
{\displaystyle \int _{\gamma }{\frac {f'(\zeta )}{f(\zeta )}}\,d\zeta }
für jeden geschlossenen Weg {\displaystyle \gamma } verschwindet. Teilt man noch durch {\displaystyle 2\pi i}, erhält man einen Homomorphismus
{\displaystyle c_{f}\colon \pi _{1}(U)\to \mathbb {Z} ,}
dessen Verschwinden notwendig und hinreichend für die Existenz einer globalen Lösung {\displaystyle g} ist (dabei ist {\displaystyle \pi _{1}(U)} die Fundamentalgruppe von {\displaystyle U}).
Mit dem Begriff der Garbe ausgedrückt besagt die lokale Lösbarkeit, dass der Homomorphismus von Garben {\displaystyle \exp :{\mathcal {O}}\to {\mathcal {O}}^{*}} von der Garbe der holomorphen Funktionen (mit der Addition als Verknüpfung) in die Garbe der nichtverschwindenden holomorphen Funktionen (mit der Multiplikation) surjektiv ist. Sein Kern ist die Garbe der Funktionen, die lokal konstant ganzzahlige Vielfache von {\displaystyle 2\pi i} sind, also bis auf die Multiplikation mit {\displaystyle 2\pi i} die konstante Garbe {\displaystyle {\underline {\mathbb {Z} }}}. Zusammen ergibt sich die kurze exakte Sequenz
{\displaystyle 0\to {\underline {\mathbb {Z} }}{\xrightarrow {2\pi i}}{\mathcal {O}}{\xrightarrow {\exp }}{\mathcal {O}}^{*}\to 0.}
Die vorgegebene Funktion {\displaystyle f} ist nun ein Element von {\displaystyle \Gamma (U,{\mathcal {O}}^{*})}, und gesucht ist ein Urbild unter {\displaystyle \exp } in {\displaystyle \Gamma (U,{\mathcal {O}})}. Die Garbenkohomologie liefert eine exakte Sequenz
{\displaystyle \Gamma (U,{\mathcal {O}})\to \Gamma (U,{\mathcal {O}}^{*})\to H^{1}(U,{\underline {\mathbb {Z} }}).}
Also besitzt {\displaystyle f} genau dann einen holomorphen Logarithmus, wenn das Bild von {\displaystyle f} in {\displaystyle H^{1}(U,{\underline {\mathbb {Z} }})} verschwindet. Dieses Bild kann mit dem oben erklärten Homomorphismus {\displaystyle c_{f}} identifiziert werden.

### Existenz von Funktionen mit vorgegebenen Werten
Problemstellung: Es sei eine Folge {\displaystyle a_{1},a_{2},\dots } komplexer Zahlen ohne Häufungspunkt sowie eine weitere Folge {\displaystyle b_{1},b_{2},\dots } beliebiger komplexer Zahlen vorgegeben. Existiert dann eine ganze Funktion {\displaystyle f} mit {\displaystyle f(a_{k})=b_{k}} für alle {\displaystyle k}?
Es sei {\displaystyle A=\{a_{1},a_{2},\dots \}}, und die konstante Garbe {\displaystyle {\underline {\mathbb {C} }}_{A}} auf {\displaystyle A} werde mit ihrem direkten Bild auf {\displaystyle \mathbb {C} } identifiziert. Dann ist der Homomorphismus {\displaystyle {\mathcal {O}}\to {\underline {\mathbb {C} }}_{A}}, der durch die Auswertung einer Funktion in den Punkten in {\displaystyle A} gegeben ist, surjektiv. Denn in einer ausreichend kleinen Umgebung {\displaystyle U} von {\displaystyle a_{k}} liegen keine anderen Punkte aus {\displaystyle A}, so dass man zu einem vorgegebenen Wert {\displaystyle b_{k}} als Urbild in {\displaystyle \Gamma (U,{\mathcal {O}})} die konstante Funktion mit Wert {\displaystyle b_{k}} wählen kann. Der Kern von {\displaystyle {\mathcal {O}}\to {\underline {\mathbb {C} }}_{A}} sei mit {\displaystyle {\mathcal {O}}(-A)} bezeichnet, so dass wir die kurze exakte Sequenz
{\displaystyle 0\to {\mathcal {O}}(-A)\to {\mathcal {O}}\to {\underline {\mathbb {C} }}_{A}\to 0}
erhalten. Aus der Garbenkohomologie erhält man eine exakte Sequenz
{\displaystyle \Gamma (\mathbb {C} ,{\mathcal {O}})\to \Gamma (A,{\underline {\mathbb {C} }})\to H^{1}(\mathbb {C} ,{\mathcal {O}}(-A)).}
Man kann nun zeigen, dass {\displaystyle H^{1}(\mathbb {C} ,{\mathcal {O}}(-A))} verschwindet, also besitzt jedes Element {\displaystyle b\in \Gamma (A,{\underline {\mathbb {C} }})} ein Urbild in {\displaystyle \Gamma (\mathbb {C} ,{\mathcal {O}})}, d. h. jede Werteverteilung {\displaystyle b_{1},b_{2},\dots } wird durch eine ganze Funktion realisiert.

## Konstruktionen
Es seien {\displaystyle X} ein fest gewählter topologischer Raum und {\displaystyle F} eine Garbe abelscher Gruppen auf {\displaystyle X}, mit {\displaystyle F_{x}} sei der Halm von {\displaystyle F} über {\displaystyle x} bezeichnet.

### Die Godement-Auflösung
Definiere eine Garbe {\displaystyle C^{0}(F)} auf {\displaystyle X} durch
{\displaystyle C^{0}(F)(U)=\prod _{x\in U}F_{x}}
mit den Projektionen als Einschränkungsabbildungen. Es gibt einen kanonischen injektiven Homomorphismus {\displaystyle F\to C^{0}(F)}, der einem Schnitt {\displaystyle s} die Familie {\displaystyle (s_{x})} seiner Keime zuordnet. Die Definition von Garben als etale Räume erklärt die Bezeichnung „Garbe der unstetigen Schnitte“ für {\displaystyle C^{0}(F)}. Setze nun
{\displaystyle Z^{1}(F)=C^{0}(F)/F,\qquad C^{1}(F)=C^{0}(Z^{1}(F))}
und iterativ
{\displaystyle Z^{k+1}(F)=C^{k}(F)/Z^{k}(F),\qquad C^{k+1}(F)=C^{0}(Z^{k+1}(F))}
Wir erhalten eine Auflösung
{\displaystyle 0\to F\to C^{0}(F)\to C^{1}(F)\to C^{2}(F)\to \dots }
Dann ist die Garbenkohomologie {\displaystyle H^{k}(X,F)} als die {\displaystyle k}-te Kohomologie des Komplexes {\displaystyle \Gamma (X,C^{k}(F))} definiert.
Die Godement-Auflösung hat den Vorteil, dass sie einfach zu definieren ist und keinerlei Wahlen erfordert. Für konkrete Berechnungen ist sie aber meistens ungeeignet.

### Kohomologie einer Überdeckung
Es sei {\displaystyle (U_{i})_{i\in I}} eine Familie offener Teilmengen von {\displaystyle X}, so dass {\displaystyle \textstyle X=\bigcup _{i\in I}U_{i}}. Für {\displaystyle k\geq 0} und {\displaystyle j=(i_{0},\dots ,i_{k})\in I^{k+1}} setze {\displaystyle \textstyle U_{j}=\bigcap _{\nu =0}^{k}U_{i_{\nu }}}. Damit erhält man einen kosimplizialen topologischen Raum und durch Anwendung von {\displaystyle F} eine simpliziale abelsche Gruppe, die gemäß der Dold-Kan-Korrespondenz einem Kokettenkomplex in nichtnegativen Graden entspricht. Seine Kohomologie ist die Kohomologie {\displaystyle H^{*}(U,F)} von {\displaystyle F} bezüglich der Überdeckung {\displaystyle U}.
Konkret ist der Komplex gegeben durch
{\displaystyle C^{k}(U,F)=\prod _{j\in I^{k+1}}\Gamma (U_{j},F)}
mit dem Differential
{\displaystyle (d^{k}s)(i_{0},\dots ,i_{k+1})=\sum _{\nu =0}^{k+1}(-1)^{k}\rho _{U_{i_{0},\dots ,i_{k+1}}}^{U_{i_{0},\dots ,{\widehat {i_{\nu }}},\dots ,i_{k+1}}}s(i_{0},\dots ,{\widehat {i_{\nu }}},\dots ,i_{k+1})}
wobei {\displaystyle \rho } die Einschränkung von Schnitten von {\displaystyle F} bezeichnet.
1-Kozykel sind Familien {\displaystyle s_{ij}\in \Gamma (U_{ij},F)} mit {\displaystyle s_{ik}=s_{ij}+s_{jk}} auf {\displaystyle U_{ijk}} (mit impliziten Einschränkungen). Zwei 1-Kozykel sind kohomolog, wenn es eine Familie {\displaystyle t_{i}\in \Gamma (U_{i},F)} gibt mit {\displaystyle s_{ij}=t_{i}-t_{j}} für alle {\displaystyle i,j}.
Ist {\displaystyle (U_{i})_{i\in I}} eine Überdeckung mit {\displaystyle H^{k}(U_{i_{1}\dots i_{m}},F)=0} für alle {\displaystyle k\geq 1}, dann ist der kanonische Homomorphismus {\displaystyle H^{k}(U,F)\to H^{k}(X,F)} für alle {\displaystyle k\geq 0} bijektiv. Diese als Satz von Leray bekannte Aussage gilt insbesondere für offene affine Überdeckungen separierter Schemata, wenn darüber hinaus {\displaystyle F} eine quasikohärente Modulgarbe ist.

### Čech-Kohomologie
Ist {\displaystyle (U_{i})_{i\in I}} eine Überdeckung wie im vorherigen Abschnitt, so ist eine Verfeinerung von {\displaystyle U} eine Überdeckung {\displaystyle (V_{j})_{j\in J}} zusammen mit einer Abbildung {\displaystyle h\colon J\to I}, so dass {\displaystyle V_{j}\subseteq U_{h(j)}} für alle {\displaystyle j\in J} gilt. Dann erhält man Homomorphismen {\displaystyle H^{k}(U,F)\to H^{k}(V,F)} für alle {\displaystyle k}. Im Prinzip ist Čech-Kohomologie der direkte Limes über diese Verfeinerungen. Aus technischen Gründen betrachtet man aber Überdeckungen {\displaystyle (U_{x})_{x\in X}} mit {\displaystyle x\in U_{x}} für alle {\displaystyle x\in X} und Verfeinerungen {\displaystyle (V_{x})_{x\in X}} mit {\displaystyle V_{x}\subseteq U_{x}} für alle {\displaystyle x\in X}. Dann heißt
{\displaystyle {\check {H}}^{k}(X,F)=\varinjlim _{U}H^{k}(U,F)}
die Čech-Kohomologie von {\displaystyle F}.
Es gibt kanonische Homomorphismen {\displaystyle {\check {H}}^{k}(X,F)\to H^{k}(X,F)}, die für {\displaystyle k=0,1} bijektiv und für {\displaystyle k=2} injektiv sind. Ist {\displaystyle X} ein parakompakter Hausdorffraum, sind sie für alle {\displaystyle k} bijektiv.

### Garbenkohomologie als derivierter Funktor
Es sei {\displaystyle O} eine Garbe von Ringen und {\displaystyle F} eine {\displaystyle O}-Modulgarbe. (Der Fall von Garben abelscher Gruppen ist durch {\displaystyle O={\underline {\mathbb {Z} }}} mit abgedeckt.) Dann hat die Kategorie der {\displaystyle O}-Modulgarben genügend viele injektive Objekte, so dass man den derivierten Funktor zum Funktor {\displaystyle \Gamma (X,{-})} der globalen Schnitte bilden kann. Allgemein gilt, dass man den derivierten Funktor über azyklische Auflösungen berechnen kann, und man kann zeigen, dass welke Garben azyklisch sind. (Eine Garbe {\displaystyle F} heißt welk, wenn {\displaystyle \Gamma (X,F)\to \Gamma (U,F)} für alle offenen Teilmengen {\displaystyle U\subseteq X} surjektiv ist.) Die Godement-Auflösung besteht aus welken {\displaystyle O}-Modulgarben, also ist {\displaystyle H^{k}(X,{-})} ein derivierter Funktor, und es kommt nicht darauf an, ob man den derivierten Funktor für {\displaystyle O}-Modulgarben oder für Garben abelscher Gruppen bildet.
Auf einem Schema kann man den Funktor {\displaystyle \Gamma (X,{-})} auf die Kategorie {\displaystyle \mathrm {Qcoh} (X)} der quasikohärenten Modulgarben einschränken. Wenn {\displaystyle X} quasikompakt und separiert ist, besitzt {\displaystyle \mathrm {Qcoh} (X)} genügend viele injektive Objekte, und der auf {\displaystyle \mathrm {Qcoh} (X)} berechnete derivierte Funktor stimmt mit dem auf der Kategorie aller {\displaystyle O_{X}}-Moduln berechneten überein.

### Weitere Auflösungen
Weitere Klassen von azyklischen Garben, die damit für Auflösungen herangezogen werden können, sind weiche Garben und besonders in der (komplexen) Analysis feine Garben.

### Nichtabelsches H1
Ist {\displaystyle F} eine Garbe nicht notwendigerweise abelscher Gruppen (im Folgenden multiplikativ geschrieben), kann man die Überdeckungskonstruktion zumindest für {\displaystyle H^{1}} übertragen. 1-Kozykel für eine Überdeckung {\displaystyle (U_{i})_{i\in I}} sind Familien {\displaystyle c_{ij}\in F(U_{ij})}, die {\displaystyle c_{ij}c_{jk}=c_{ik}} für alle {\displaystyle i,j,k\in I} erfüllen. Zwei Kozykel {\displaystyle (c_{ij})} und {\displaystyle (d_{ij})} heißen kohomolog, wenn es {\displaystyle f_{i}\in F(U_{i})} gibt, so dass {\displaystyle c_{ij}=f_{i}d_{ij}f_{j}^{-1}} für alle {\displaystyle i,j} gilt. Kohomolog zu sein, ist eine Äquivalenzrelation auf den 1-Kozykeln, und die Menge der Äquivalenzklassen wird wieder mit {\displaystyle H^{1}(U,F)} bezeichnet. Sie enthält als ausgezeichnetes Element die Klasse des trivialen Kozykels. Im direkten Limes erhält man eine punktierte Menge {\displaystyle H^{1}(X,F)}.
Es gibt im nichtabelschen Fall unter verschiedenen Voraussetzungen immer noch exakte Sequenzen, die die lange exakte Sequenz für abelsche Garben verallgemeinern. Es gibt auch ein {\displaystyle H^{2}(X,F)} für nichtabelsche Garben. Siehe dazu Giraud.

## Vergleich mit singulärer Kohomologie
Ist {\displaystyle X} ein topologischer Raum und {\displaystyle A} eine abelsche Gruppe, kann man einerseits die singuläre Kohomologie {\displaystyle H^{*}(X,A)} bilden, andererseits die Garbenkohomologie {\displaystyle H^{*}(X,{\underline {A}})} der konstanten Garbe. Die Bedingung, dass {\displaystyle X} ein CW-Komplex ist, ist hinreichend dafür, dass man kanonisch isomorphe Gruppen erhält, aber auch schwächere Voraussetzungen genügen.

## H1und Torsore
Ist {\displaystyle X} ein geringter Raum, d. h. ein topologischer Raum zusammen mit einer Garbe {\displaystyle O_{X}} von Ringen, dann gibt es eine kanonische Bijektion zwischen {\displaystyle H^{1}(X,O_{X}^{\times })} und der Menge der Isomorphieklassen von Geradenbündeln auf {\displaystyle X}.
Diese Aussage erlaubt eine weitreichende Verallgemeinerung: Für jede Garbe von Gruppen {\displaystyle G} gibt es eine kanonische Bijektion zwischen {\displaystyle H^{1}(X,G)} und der Menge der Isomorphieklassen von {\displaystyle G}-Torsoren. Der Bezug zu Geradenbündeln entsteht folgendermaßen: Ist {\displaystyle E} ein Objekt auf {\displaystyle X}, dann gibt es eine Korrespondenz zwischen lokal zu {\displaystyle E} isomorphen Objekten {\displaystyle E'} und {\displaystyle \mathrm {Aut} (E)}-Torsoren. Die Korrespondenz ordnet einem Objekt {\displaystyle E'} den Torsor {\displaystyle \mathrm {Isom} (E,E')} zu.
Ein Torsor für eine Garbe {\displaystyle G} von (nicht notwendigerweise abelschen) Gruppen auf einem Raum {\displaystyle X} ist eine Garbe {\displaystyle P} von Mengen auf {\displaystyle X} zusammen mit einer {\displaystyle G}-(Links-)Operation, so dass eine offene Überdeckung {\displaystyle (U_{i})_{i\in I}} von {\displaystyle X} existiert, auf der {\displaystyle P} trivial wird. Ausführlicher bedeutet das: Gegeben ist ein Garbenmorphismus {\displaystyle G\times P\to P}, der für jede offene Teilmenge {\displaystyle U\subseteq X} eine Operation von {\displaystyle G(U)} auf {\displaystyle P(U)} induziert. Für jedes {\displaystyle i\in I} soll nun {\displaystyle P|_{U_{i}}} als Garbe mit {\displaystyle G|_{U_{i}}}-Operation isomorph zu {\displaystyle G|_{U_{i}}} mit der Linkstranslation als Operation sein. Ein Torsor ist genau dann trivial, d. h. global isomorph zu {\displaystyle G} mit der Linkstranslation, wenn {\displaystyle P(X)} nicht leer ist.
Ist {\displaystyle f_{i}:G|_{U_{i}}\to P|_{U_{i}}} ein System von Trivialisierungen, erhält man durch {\displaystyle c_{ij}=f_{i}|_{U_{ij}}^{-1}\circ f_{j}|_{U_{ij}}} einen 1-Kozykel, umgekehrt kann man Kozykel verwenden, um triviale Torsore zu verkleben.
Im Logarithmus-Beispiel bilden die Logarithmen von {\displaystyle f} einen {\displaystyle {\underline {\mathbb {Z} }}}-Torsor: Für jeden Logarithmus {\displaystyle g} auf einer Teilmenge {\displaystyle V} und jede ganze Zahl {\displaystyle k} ist auch {\displaystyle g+2\pi ik} ein Logarithmus, und wenn {\displaystyle V} zusammenhängend ist, kann es auch keine anderen geben. Die Klasse dieses Torsors in {\displaystyle H^{1}(U,{\underline {\mathbb {Z} }})} ist genau dann trivial, wenn er ein globaler Logarithmus existiert.

## Höhere direkte Bilder
Ist {\displaystyle f\colon X\to Y} eine stetige Abbildung und {\displaystyle F} eine Garbe abelscher Gruppen auf {\displaystyle X}, dann ist das direkte Bild {\displaystyle f_{*}} ein linksexakter Funktor, und man kann den derivierten Funktor {\displaystyle R^{k}f_{*}} bilden. Er ist die Vergarbung der Prägarbe {\displaystyle U\mapsto H^{k}(f^{-1}(U),F)}.
Die Kohomologie von {\displaystyle F} und die Kohomologie von {\displaystyle f_{*}F} hängen über die Leray-Spektralsequenz miteinander zusammen: Es existiert eine Spektralsequenz mit {\displaystyle E_{2}^{pq}=H^{p}(Y,R^{q}f_{*}F)}, die gegen {\displaystyle H^{*}(X,F)} konvergiert.

## Wichtige Sätze über Garbenkohomologie

### Algebraische Geometrie
- Ist {\displaystyle F} eine quasikohärente Modulgarbe auf einem affinen Schema {\displaystyle X}, dann ist {\displaystyle H^{k}(X,F)=0} für alle {\displaystyle k\geq 1}.
- Ist {\displaystyle X} ein Schema, dessen zugrundeliegender Raum noethersch ist und Dimension {\displaystyle n} hat, dann ist {\displaystyle H^{k}(X,F)=0} für {\displaystyle k>n} und jede Garbe abelscher Gruppen {\displaystyle F}.
- Kohärenzsatz von Grothendieck: Ist {\displaystyle X} eigentlich über einem noetherschen Ring {\displaystyle A} und {\displaystyle F} eine kohärente Modulgarbe, dann ist {\displaystyle H^{k}(X,F)} für jedes {\displaystyle k} ein endlich erzeugter {\displaystyle A}-Modul.
- Verschwindungssatz von Serre: Für eine kohärente Garbe {\displaystyle F} auf einem projektiven Schema {\displaystyle X} ist {\displaystyle H^{k}(X,F(n))=0} für {\displaystyle k\geq 1} und {\displaystyle n\gg 0}.
- Serre-Dualität
- Halbstetigkeitssatz von Hans Grauert
- Serres GAGA und Grothendiecks GFGA

### Komplexe Analysis
- Theorem B von Henri Cartan: Für kohärente Garben auf steinschen Räumen verschwindet die höhere Kohomologie
- Endlichkeitssatz von Cartan-Serre: Kohomologiegruppen kohärenter Garben auf kompakten komplexen Räumen sind endlichdimensional (als {\displaystyle \mathbb {C} }-Vektorräume), verallgemeinert im Kohärenzsatz von Grauert
- Halbstetigkeitssatz von Grauert
- Hodge-Theorie